# Bryum maleteinorum
Bryum maleteinorum är en bladmossart som beskrevs av Gl. Bryum maleteinorum ingår i släktet bryummossor, och familjen Bryaceae. Inga underarter finns listade i Catalogue of Life.